# Мустонен, Андрес Александрович
А́ндрес Алекса́ндрович Му́стонен (эст. Andres Mustonen; род. 1 сентября 1953, Таллин) — эстонский дирижёр и скрипач. Один из основоположников аутентичного исполнительства в СССР. Заслуженный деятель искусств Эстонской ССР (1986).

## Биография
Окончил Таллинскую консерваторию (1977) по классу Энделя Липпуса. Ещё студентом первого курса организовал в 1972 году ансамбль старинной музыки «Hortus Musicus» (с лат. — ««Музыкальный сад»»), бессменным руководителем которого с тех пор является. В 1974 году на фирме «Мелодия» вышел первый диск (со средневековой музыкой), записанный ансамблем.
За почти сорок лет работы ансамбля Мустонен гастролировал во многих странах (неоднократно в России), принимал участие во многих музыкальных фестивалях, осуществил более трёх десятков записей в Эстонии и за рубежом. Основатель и художественный руководитель международного Фестиваля барочной музыки в Таллинне (ежегодно, с 1989). В качестве скрипача и дирижёра он выступал и с другими коллективами. Наряду с барочным репертуаром Мустонен специализируется в области новейшей музыки — так, он (как солист и со своим ансамблем) впервые в Эстонии исполнил ряд произведений Арво Пярта, Кшиштофа Пендерецкого, Тору Такемицу, Валентина Сильвестрова, Владимира Мартынова, Софьи Губайдулиной, Гии Канчели. Участвует также в джазовых концертах.

## Награды и звания
- Заслуженный деятель искусств Эстонской ССР (1986);
- Музыкальная премия года Эстонской ССР (1988);
- Ежегодная музыкальная премия фонда «Капитал культуры Эстонии» (1995);
- «Музыкант года» Эстонского радио (1996);
- Орден Белой звезды IV класса (1998)[1];
- Почётный гражданин Таллина (2000)[2];
- Ежегодная музыкальная премия Эстонского совета по музыке совместно с ансамблем «Hortus Musicus», за многолетнюю целеустремленную и эффективную творческую деятельность (2003)[3];
- Золотая медаль Министерства культуры Республики Армения за представление армянской культуры на международной арене (2016);
- Международная премия «Балтийская звезда» (2018)[4];
- Ежегодная музыкальная премия фонда «Капитал культуры Эстонии» (2022).

## Семья
- Сын — Матиас Мустонен, участник ансамбля «Regatt»[5].
- Внук — Фредерик Мустонен (псевдоним Boipepperoni), участник ансамбля «Pitsa»[5].